# Мартин, Ли Эндрю
Ли Э́ндрю Ма́ртин (англ. Lee Andrew Martin; родился 5 февраля 1968 года в Хайде, Большой Манчестер) — английский футболист, левый защитник. Наиболее известен по выступлениям за клубы «Манчестер Юнайтед», «Селтик» и «Бристоль Роверс». Провёл два матча за сборную Англии до 21 года.

## Футбольная карьера
Ли Мартин начал карьеру в футбольной Академии «Манчестер Юнайтед». В 1988 году подписал первый профессиональный контракт с клубом. В 1990 году забил единственный гол в переигровке финального матча Кубка Англии против «Кристал Пэлас». Это был второй из его двух голов, забитых за клуб. Свой первый гол он забил 16 месяцами ранее, в матче против «Вест Хэм Юнайтед» на «Аптон Парк».
После сезона 1990/91 Мартин редко попадал в основной состав «Юнайтед». Он не принимал участия в победном финале Кубка Лиги 1992 года, а также не получил чемпионскую медаль Премьер-лиги в 1993 году, так как не провёл в сезоне 1992/93 ни одного матча в чемпионате.
Всего за «Манчестер Юнайтед» Мартин провёл 108 матчей во всех турнирах. В январе 1994 года он перешёл в «Селтик», но через несколько месяцев получил перелом ноги. В 1996 году он ушёл из «Селтика» в английский «Бристоль Роверс», откуда в 1997 году отправился в аренду в «Хаддерсфилд Таун». В 1998 году ушёл из профессионального футбола.
Впоследствии Ли Мартин выступал за полупрофессиональные валлийские клубы «Бангор Сити» и «Кевн Друидс».
В 2008 году Мартин окончательно завершил футбольную карьеру.